# Fernando Carcupino
Fernando Carcupino, född 23 juli 1922 i Neapel, död 22 mars 2003 i Milano, var en italiensk målare.

## De viktigaste målningarna
- Porträtt av en adelsman född först i sin mamma armar på två år, Milan, 29 juni 1975
- Porträtt av påven Johannes Paulus II Wojtyla i sin mamma armar vid två års ålder (utförd av påven), Vatikanen, 29 juni 1989